# Фогель, Мария Элизабет
Мария Элизабет Фогель, в первом замужестве также де Боор (нем. Maria Elisabeth Vogel, de Boor; * 4 июля 1746 г. Гамбург как Мария Элизабет Тиммерман (нем. Maria Elisabeth Timmermann; † 13 апреля 1810 г. Докенхуден, ныне Альтона, Гамбург) — немецкая художница эпохи классицизма.

## Жизнь и творчество
Родилась в семье богатого виноторговца Иоакима Тиммермана (1702—1787). В 1758 году семейство Тиммерман запечатлел как групповой портрет выдающийся немецкий художник Иоганн Генрих Тишбейн-старший. Тишбайн-старший, бежавший в Гамбург из Касселя во время Семилетней войны в свите ландграфа Гессен-Кассельского Вильгельма VIII, был также первым учителем Марии, преподававшим ей рисование. На полотне, изображающем семейство Тиммерман, среди прочих лиц Тишбейн-старший вырисовал также и себя (картина ныне хранится в кассельской Новой галерее).
В 1766 году девушка выходит замуж за гамбургского виноторговца Иоганна Абрахама де Боор (1732—1799). В этом браке у неё родились трое детей. Через два года после смерти де Боора она выходит замуж вторично, за адвоката и викария гамбургского собора (старый Мариендом) Фридриха Герхарда Фогеля, и живёт с ним до самой своей кончины в его загородном имении в Докенхудене, в Гольштейне. В 1777 году Мария Элизабет де Боор приезжает в Кассель, где берёт уроки живописи у Иоганна Генриха Тишбейна-старшего, ставшего к этому времена профессором «коллегии Каролинум», в том же 1777 году преобразованной в кассельскую «Академию живописи и скульптуры» («Académie de Peinture et de Sculpture de Cassel»). Молодая женщина добилась больших успехов в портретной живописи и миниатюре и в 1780 году была принята как почётный член в эту ново-созданную кассельскую Академию. В том же году она возвращается обратно в Гамбург.

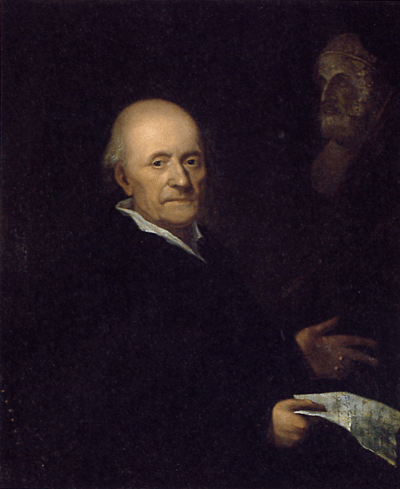
Мария Элизабет де Боор Портрет поэта Клопштока с бюстом Гомера на заднем плане (1792)

В 1803 году, году смерти Фридриха Готлиба Клопштока в Гамбурге, Мария Элизабет Фогель выставляет на экспозиции «Патриотического общества 1765 года» написанный ранее ею его портрет — Мария Элизабет была лично знакома с поэтом. На этой же выставке картина была приобретена во владение «Патриотическим обществом» (ныне находится в Музее истории Гамбурга). Художница писала также полотна религиозного содержания для церквей («Тайная вечеря» для церкви Дома сирот).